# Dywizjony artylerii samobieżnej
Dywizjony artylerii samobieżnej (das) – pododdział wojsk lądowych; organiczny pododdział brygady ogólnowojskowej, albo pułku lub brygady artylerii. 

## Charakterystyka
Brygadowy dywizjon artylerii samobieżnej jest jej podstawowym pododdziałem i elementem wsparcia ogniowego. Może wykonywać zadania całością sił  lub bateriami (plutonami). W uzasadnionych wypadkach może być przydzielony do pododdziałów ogólnowojskowych całością sił lub bateriami.

## Struktura organizacyjna das brygady

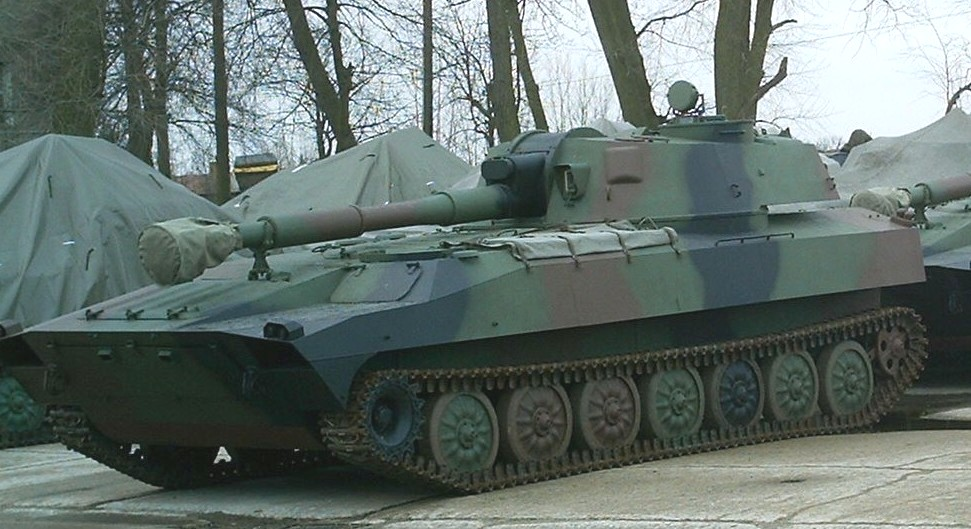
2S1 Goździk – podstawowe uzbrojenie brygadowego das w 2017

Struktura w 2017
- dowództwo dywizjonu
- grupa dowódcy dywizjonu
  - pion ochrony informacji niejawnych
  - pomocnik ds. podoficerów
  - sekcja wychowawcza
  - referent ds. finansowych
  - inspektor BHP
- sztab dywizjonu
  - sekcja S–1
  - sekcja S–2
  - sekcja S–3
  - sekcja S–4
  - sekcja wsparcia bojowego

pododdziały
- bateria dowodzenia[3]
  - trzy plutony wysuniętych obserwatorów,
  - pluton topograficzny,
  - pluton ochrony i regulacji ruchu,
  - pluton łączności,
  - drużyna zabezpieczenia,
- trzy baterie artylerii samobieżnej[4],
  - dwa plutony ogniowe,
    - załoga wozu dowodzenia,
    - cztery działony artylerii,

  - pluton dowodzenia,
    - załoga wozu dowodzenia,
    - drużyna topograficzna,
    - drużyna rachunkowa,

  - drużyna zabezpieczenia,
- kompania logistyczna[5],
  - załoga wozu dowodzenia,
  - drużyna zabezpieczenia,
  - pluton zaopatrzenia,
    - drużyna zaopatrzenia,
    - drużyna gospodarcza,

  - pluton remontowy,
    - warsztat remontu uzbrojenia,
    - warsztat remontu pojazdów gąsiennicowych,
    - drużyna ewakuacji,
- zespół zabezpieczenia medycznego,
  - cztery grupy ewakuacji medycznej.

### Wyposażenie das brygady
| Wyszczególnienie                         | bdow | bas | klog | ZZM |
| ---------------------------------------- | ---- | --- | ---- | --- |
| 120 mm hbs 2S1                           |      | 8   |      |     |
| wóz dowodzenia                           | 6    | 3   | 1    |     |
| samochód c-t                             | 3    | 2   | 11+4 |     |
| samochód o-t                             | 21   | 2   | 1    |     |
| system BAR                               | 1    |     |      |     |
| autotopograf                             | 1    |     |      |     |
| kątomierz-busola                         | 13   | 1   |      |     |
| dalmierz laserowy                        | 12   |     |      |     |
| samochód sanitarny                       |      |     |      | 4   |
| ciągnik pancerny                         |      |     | 1    |     |
| cysterna na wodę                         |      |     | 2    |     |
| cysterna paliwowa                        |      |     | 2    |     |
| elektrownia EO-1                         |      |     |      |     |
| kuchnia polowa                           |      |     | 3    |     |
| zbiornik na wodę                         |      |     | 3    |     |
| warsztat obsługi pojazdów gąsiennicowych |      |     | 1    |     |
| warsztat obsługi pojazdów kołowych       |      |     | 1    |     |
| warsztat elektromechaniczny              |      |     | 1    |     |